# Kinh tế học thực chứng

Kinh tế học thực chứng (tiếng Anh: Positive economics) trái ngược với kinh tế học chuẩn tắc là một nhánh của kinh tế học, đề cập đến những tuyên bố mang tính khách quan. Tức là nó tập trung vào việc mô tả, định lượng và giải thích các hiện tượng kinh tế. Nó đề cập đến các sự kiện thực nghiệm cũng như mối quan hệ nhân quả và nhấn mạnh rằng các lý thuyết kinh tế phải phù hợp với các quan sát hiện có và đưa ra các dự đoán chính xác, có thể kiểm tra được về các hiện tượng được đề cập. Kinh tế học thực chứng với tư cách là một ngành khoa học liên quan đến việc phân tích các hành vi kinh tế để xác định điều gì là đúng . Có thể lấy ví dụ về một nhận định thực chứng là "tỷ lệ thất nghiệp ở Pháp cao hơn ở Hoa Kỳ" hoặc "chính phủ tăng chi tiêu sẽ làm giảm tỷ lệ thất nghiệp." Một trong hai điều này có thể bị làm giả và có thể bị mâu thuẫn bởi bằng chứng. Kinh tế học thực chứng như vậy tránh được các phán đoán chủ quan. Ví dụ, lý thuyết kinh tế thực chứng có thể mô tả cách tăng cung tiền ảnh hưởng đến lạm phát, nhưng nó không đưa ra bất kỳ chỉ dẫn nào về chính sách nên được áp dụng. Điều này trái ngược với các nhận định kinh tế chuẩn tắc, trong đó một ý kiến được đưa ra. Ví dụ: “Chi tiêu của chính phủ nên được tăng lên ”là một tuyên bố mang tính chuẩn tắc (chủ quan).

## Định nghĩa
Nhiều nhà kinh tế học thế kỷ 20 đã nhấn mạnh khía cạnh khoa học, thực chứng của kinh tế học để chỉ ra rằng các lý thuyết kinh tế có thể trả lời các câu hỏi với cùng một phương pháp luận khoa học như khoa học vật lý. 
“The Scope and Method of Political Economy” (Phạm vi và Phương pháp của Kinh tế Chính trị) của John Neville Keynes đã định nghĩa kinh tế học thực chứng là khoa học về " là cái gì" so với kinh tế học chuẩn tắc, nghiên cứu về "nên là gì". Keynes không phải là người đầu tiên đưa ra sự phân biệt giữa kinh tế học thực chứng và kinh tế học chuẩn tắc nhưng các định nghĩa của ông đã trở thành tiêu chuẩn trong giảng dạy kinh tế học. 
“Foundations of Economic Analysis” (Cơ sở Phân tích Kinh tế) của Paul Samuelson (1947) đưa ra tiêu chuẩn của các lý thuyết có ý nghĩa thông qua kinh tế học thực chứng. Kinh tế học thực chứng thường được dùng để xếp hạng các chính sách hoặc kết quả kinh tế ở mức có thể chấp nhận được. 
Milton Friedman, trong một bài luận có ảnh hưởng năm 1953, đã giải thích cặn kẽ về sự khác biệt giữa kinh tế học thực chứng và kinh tế học chuẩn tắc. Ông đã định nghĩa mục đích của kinh tế học thực chứng là phát triển các lý thuyết đưa ra các dự đoán hợp lý và chính xác, có thể kiểm chứng được và phù hợp với các bằng chứng thực nghiệm sẵn có. Để làm được điều này, các nhà kinh tế học phải tạo ra một mô hình đơn giản hóa thực tế.
Friedman cũng nhấn mạnh rằng kinh tế học thực chứng và kinh tế học chuẩn tắc không bao giờ có thể tách rời hoàn toàn vì mối quan hệ của chúng với chính sách kinh tế. Những bất đồng về chính sách kinh tế chủ yếu là do không thể thống nhất về những hậu quả có thể xảy ra của một phần chính sách. Khi kinh tế học phát triển, Friedman tin rằng ngày càng có thể thu được những kết quả không thể tranh cãi về những tuyên bố kinh tế thực chứng và điều này sẽ giúp đưa ra những đánh giá rõ ràng về những cách tốt nhất để đạt được các mục tiêu quy chuẩn như lập pháp tiền lương tối thiểu. 

## Triết học
Cơ sở phương pháp luận cho sự phân biệt thực chứng hay chuẩn tắc bắt nguồn từ sự phân biệt giá trị thực tế trong triết học. Những người ủng hộ chính của sự khác biệt như vậy bắt nguồn từ David Hume và GE Moore. Hulme đã định nghĩa 'sự thật' là thứ có thể được nhận thức trực tiếp bằng một trong năm giác quan. Tuy nhiên, khoa học thực chứng hiện nay đặt ra những sự thật không thể xác minh theo cách này. John Stuart Mill đã sử dụng sự khác biệt về giá trị thực tế của Hulme để xác định tính khoa học và nghệ thuật của kinh tế học trong A System of Logic .
Cơ sở lôgic của mối quan hệ như một sự phân đôi đã bị tranh cãi trong các tài liệu triết học. Những cuộc tranh luận như vậy được phản ánh trong cuộc thảo luận về khoa học thực chứng.

## Hạn chế
Kể từ khi ra đời với tư cách là một ngành học, kinh tế học đã bị chỉ trích vì không phân tách được đầy đủ các khía cạnh khoa học và phi khoa học của nó. Các nhà phê bình như Gunnar Myrdal (1954) và những người ủng hộ Kinh tế học Nữ quyền như Julie A. Nelson, Geoff Schneider và Jean Shackelford, và Diana Strassmann tranh luận rằng kinh tế học có thể hoàn toàn trung lập và thảo luận tự do.
Nelson lập luận rằng nhiều thất bại hiện nay của kinh tế học là kết quả của việc nó không đủ khách quan. Thay vì trung lập, nhiều quan điểm của nó về "chủ đề, mô hình, phương pháp và giảng dạy" bị ràng buộc theo cách tiếp cận "nam tính-giới tính".
Schnedier và Shackelford trong Mười nguyên tắc của kinh tế học nữ quyền đặt vấn đề với định nghĩa kinh tế học như một môn khoa học thực chứng, khách quan. Họ đề xuất rằng các giá trị đóng một vai trò trong tất cả các cấp độ phân tích kinh tế và rằng các loại câu hỏi mà các nhà kinh tế học chọn để điều tra chịu ảnh hưởng của các hệ thống tư tưởng. Ví dụ, nhận định "Mức sống của một quốc gia phụ thuộc vào khả năng sản xuất hàng hóa và dịch vụ" dựa trên giả định về ý thức hệ rằng GDP bình quân đầu người là chỉ số hữu ích nhất để đo lường mức sống. 
Hilary Putnam cũng đã chỉ trích chính nền tảng của sự phân đôi thực chứng / chuẩn tắc từ góc độ ngôn ngữ học, cho rằng không thể tách "các phán đoán giá trị khỏi các tuyên bố về sự kiện". 